# Buruieniș, Bacău
Buruieniș este un sat în comuna Brusturoasa din județul Bacău, Moldova, România.